# Чемпионат Азербайджана по борьбе 2024
Чемпионат Азербайджана по борьбе 2024 года проходил в Баку с 24 по 28 декабря. Соревнования среди мужчин проходили по вольной и греко-римской борьбе. Всего разыгрывалось 20 комплектов медалей.

## Общие сведения
Чемпионат проведён с 24 по 28 декабря 2024 года в Бакинском дворце спорта.
Проведены соревнования по греко-римской и вольной борьбе.
Предварительные поединки начинались в 10:00, поединки за медали — в 17:00.
24 и 25 декабря прошли соревнования по греко-римской борьбе, 27 и 28 декабря — по вольной борьбе.
В каждом виде разыграно по 10 комплектов медалей.
Судьями чемпионата являлись как местные, так и иностранные специалисты.
Финальные встречи транслировались на телеканале CBC Sport.
26 декабря был объявлен день траура и чемпионат был приостановлен. С 27 декабря финальные поединки начинались с минуты молчания в память о катастрофе Embraer E190.
Эльмир Алиев стал чемпионом после трёхлетнего перерыва. Зия Бабашов выиграл чемпионство в третий раз подряд.

## Медалисты

### Греко-римская борьба
| Весовая категория | Золото                           | Серебро                  | Бронза                                                             |
| ----------------- | -------------------------------- | ------------------------ | ------------------------------------------------------------------ |
| до 55 кг          | Эльмир Алиев «Нефтчи»            | Рашад Мамедов «Нефтчи»   | Рагим Гасанов «Нефтчи» Эльнар Зиядов Кюрдамир, «Гёмрюкчю»          |
| до 60 кг          | Гусейн Гарибов                   | Саид Халилов             | Зияд Зейналов Ибрагим Нуруллаев                                    |
| до 63 кг          | Зия Бабашов «Нефтчи»             | Парвиз Дадашев МВД       | Фарид Бахышлы «Спартак» Али Сеидалили Сумгайыт-«Техсил», «Спартак» |
| до 67 кг          | Намаз Рустамов                   | Фарид Халилов            | Мурад Алиев Магомед Шукюрзаде                                      |
| до 72 кг          | Руслан Нуруллаев «Гёмрюкчю»      | Урфан Гасанли «Нефтчи»   | Тевекгюль Хазиев «Нефтчи» Халид Гасанов «Сумгайыт», «Зенит»        |
| до 77 кг          | Давуд Мамедов                    | Ряван Нуриев             | Нихат Мамедли Таги Гаджиев                                         |
| до 82 кг          | Гурбан Гурбанов «Нефтчи»         | Эльмин Алиев Ленкорань   | Эльвин Османлы Мингечевир Эльмир Сарханов Говсан                   |
| до 87 кг          | Ислам Аббасов                    | Джоджу Самедов           | Саид Ахундзаде Тунджай Везирзаде                                   |
| до 97 кг          | Мурад Ахмадиев «Нефтчи», Балакен | Ариф Нифтуллаев «Нефтчи» | Агиль Мусаев «Спартак» Магомед Ахмадиев «Нефтчи», Балакен          |
| до 130 кг         | Бека Канделаки                   | Сархан Мамедов           | Айхан Марданов Мазаим Марданов                                     |

### Вольная борьба
| Весовая категория | Золото                   | Серебро              | Бронза                              |
| ----------------- | ------------------------ | -------------------- | ----------------------------------- |
| до 57 кг          | Ислам Базарганов         | Рахман Иманов        | Магомед Исмаилов Магомедали Ализаде |
| до 61 кг          | Нураддин Новрузов        | Джейхун Аллахвердиев | Афган Хашалов Башир Вердиев         |
| до 65 кг          | Али Рагимзаде            | Мурад Хагвердиев     | Рашид Бабазаде Муса Агаев           |
| до 70 кг          | Кянан Хейбатов           | Зиряддин Байрамов    | Магомед-Башир Ханиев Рамик Гейбатов |
| до 74 кг          | Аганазар Новрузов        | Джабраил Гаджиев     | Джошгун Азимов Муса Вердиев         |
| до 79 кг          | Орхан Аббасов            | Фарид Джаббаров      | Ашраф Аширов Сахиб Дадашев          |
| до 86 кг          | Арсений Джиоев           | Васиф Худиев         | Тебриз Байрамов Тимур Гюльмагомедов |
| до 92 кг          | Абубакр Абакаров         | Садиг Мустафазаде    | Шамиль Зубаиров Анар Джафарли       |
| до 97 кг          | Гаджимурад Магомедсаидов | Ислам Ильясов        | Абдулджалил Шабанов Аслан Абакаров  |
| до 125 кг         | Георгий Мешвилдишвили    | Юсиф Дурсунов        | Айхан Марданов Мухаммад Кантемиров  |